# Berlinische Galerie

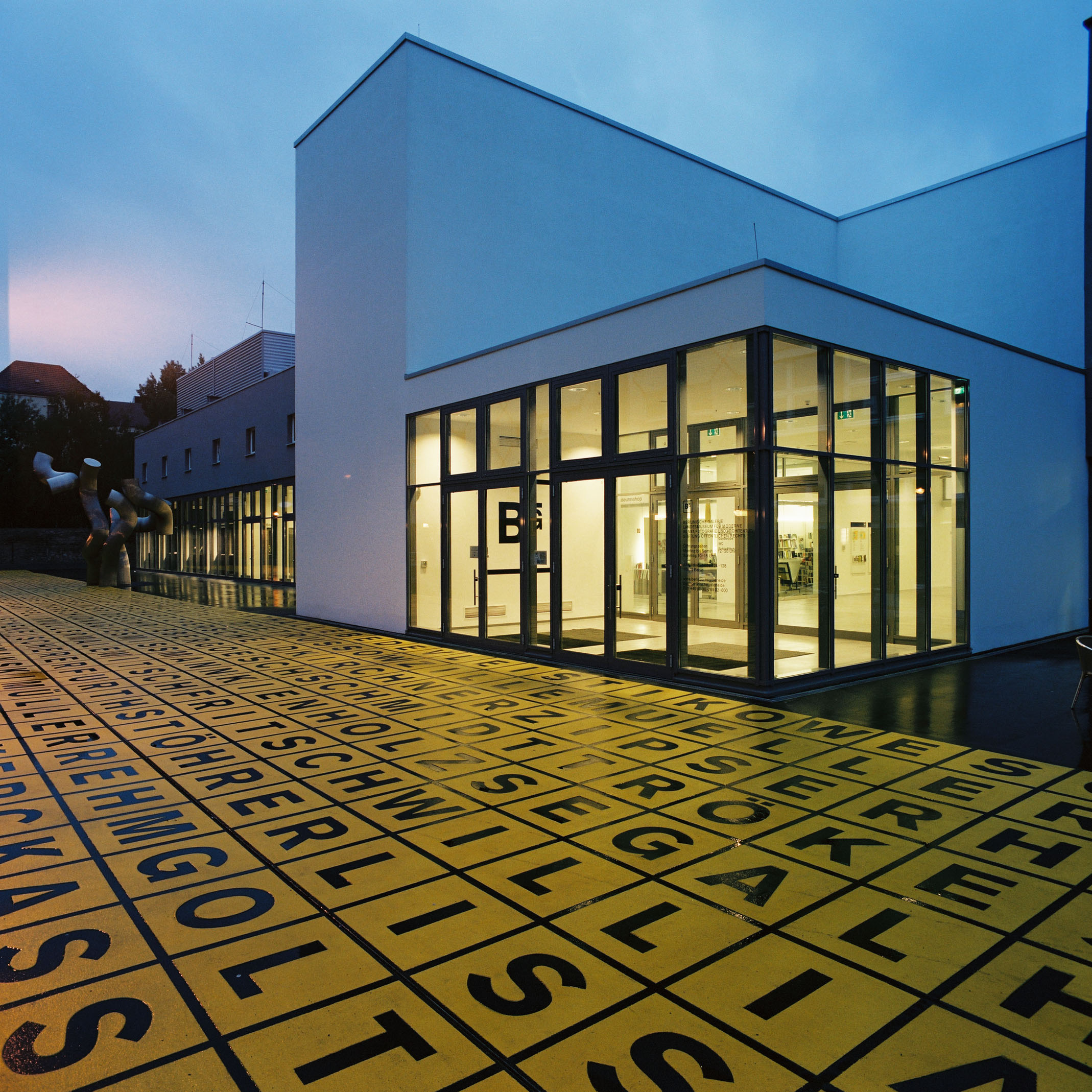
Berlinische Galerie i Kreuzberg

Berlinische Galerie är ett museum för modern konst, fotografi och arkitektur i Berlinstadsdelen Kreuzberg, i närheten av Jüdisches Museum Berlin.

## Historia
Berlinische Galerie grundades 1975 som en förening med avsikten att presentera konst som skapats i Berlin. Under de första åren höll man till i Charlottenburg, och utställningar hölls bland annat på Akademie der Künste och på Neue Nationalgalerie. 1978 flyttade man till Jebensstraße vid Bahnhof Zoo och 1986 till Martin-Gropius-Bau. 
1998 tvingades föreningen att lämna Martin-Gropius-Bau då byggnaden byggdes om. Först 2004 kunde man öppna sin utställningar på Alte Jakobstraße i stadsdelen Kreuzberg. Dagens galleri är inrymt i ett före detta lager som byggdes 1965. Ursprungligen var det ett lager för glas. 

## Utställningar
I två våningar har man en permanent utställning och specialutställningar, en mötesal, ett arkiv, bibliotek, en studiesal och en konstskola för barn och vuxna. Galleriets äldsta verk går tillbaka till 1870.